# Molen II (Heusden)
Molen II is een van de drie walmolens die op de vestingwallen van de stad Heusden staan. De andere heten Molen I en Molen III. De molen is in 1972-1973 geheel nieuw gebouwd, alleen de bovenas was tweedehands.
Guus Beckers de molenbouwer heeft zich verdiept in de uitvoering naar standerdmolens op stadswallen uit de tijd van vestingsplaatsen...Hij vertelde dat in die tijd de Standerdmolens meestal sober en functioneel werden uitgevoerd. Hij heeft de molen zo origineel mogelijk gebouwd, de versieringen kwamen pas veel later.
Er wordt regelmatig met de molen veevoeder voor een  plaatselijke boer gemalen. In 2023 is de standerd welke door de zetel was gezakt hersteld door molenmaker Adriaans